# Друо де Ламарш, Франсуа Жозеф
Франсуа Жозеф Друо де Ламарш (фр. François Joseph Drouot de Lamarche; до 1810 года — Друо; фр. Drouot; 14 июля 1733, Виш, метрополия Франции — 18 мая 1814, Сарбур) — французский военачальник, участник Революционных войн, дивизионный генерал.

## Карьера в Старой Франции
Родился в 1733 году в городе Виш (не следует путать с городом Виши). В 1751 году записался в драгунский полк. Принимал участие в Семилетней войне, за отличие на поле боя был произведён в лейтенанты. 19 сентября 1760 года был  тяжело ранен саблей в правую руку в стычке на аванпостах с австрийскими кавалеристами. В 1762 году был тяжело ранен в грудь в бою при Нойенгейме. К 1771 году он дослужился до капитана. 
Когда его часть была переформирована из драгунской в гусарскую, продолжил службу и был последовательно повышен сперва до майора, а затем и до подполковника. В 1779 году был награждён Военным орденом Святого Людовика за свои подвиги в ходе Семилетней войны. Промедление было связано с тем, что устав ордена, кроме подвига, требовал не менее 30 лет беспорочной службы для претендентов на награду; тем не мене, Друо, в виде исключения, получил орден, имея за плечами «всего» 28 лет беспорочной службы (и спустя 17 лет после сражения, в котором отличился).

## Карьера в Революционной Франции
Друо остался служить в армии и при новом режиме, причём уже летом 1791 года был произведён в полковники и назначен командиром 5-го гусарского полка. В начале 1792 года полк был отправлен на усиление Северной армии, в составе которой Друо вскоре отличился, когда, возглавляя авангард генерала Валанса, участвовал в атаке на Намюр. Когда, год спустя, 15 марта 1793 года пруссаки внезапно атаковали французскую армию, то Друо, имея всего 400 солдат, защищал населённый пункт Тирлемон с таким мужеством и умением, что дал время всей армии подготовится к нападению. К этому времени он был уже дивизионным генералом (был произведён в этот чин 8 марта, за неделю до вышеописанных событий). 
После гибели генерала Дампьера в сражении при Реме 8 мая, комиссары Конвента назначили генерала Друо временным главнокомандующим Северной армией. 
Однако, уже 23 мая, во главе армии он потерпел поражение в битва при Фамаре, от англо-австрийско-ганноверской армии принца Фридриха Саксен-Кобург-Заальфельдского, имевшего, впрочем, на поле боя численный перевес. Дальнейшее командование армией было настолько неудачным, что комиссар Конвента Левассёр заподозрил генерала Друо в измене, отрешил от должности и отправил под арест в крепость Эпиналь. Там он находился под арестом вплоть до 1795 года, когда был выпущен со снятием обвинения и понижением в чине до бригадного генерала. После этого вышел в отставку.
Наполеон Бонапарт, придя к власти, выказал уважение к Друо, которому в то время было уже около 70. Он вручил ему командорскую степень ордена Почётного легиона и назначил командовать 9-й полубригадой ветеранов. В боевых действиях Друо больше не участвовал, а в 1807 году окончательно вышел в отставку.
В 1810 году Наполеон пожаловал ему дворянство (шевалье Империи) вместе с почётно приставкой к фамилии — де Ламарш. 
Имя генерала Ламарша, в числе имён 660 других отличившихся генералов, написано на Триумфальной арке в Париже.